# Agustín Marchesín
Agustín Federico Marchesín (* 16. März 1988 in San Cayetano) ist ein argentinischer Fußballtorwart und ehemaliger Nationalspieler.

## Vereinskarriere

### Anfänge
Marchesín begann mit dem Fußballspielen im Alter von vier Jahren beim Club Sportivo San Cayetano in seiner Geburtsstadt San Cayetano. Mit 18 Jahren ging es für den Argentinier in der Provinz Buenos Aires weiter und er ging zum ortsansässigen Verein Hurrácan de Tres Arroyos. Dort schaffte er es in der U-20 zu einem Profiklub, verließ den Verein aber nur ein Jahr später.

### CA Lanús
Im Jahr 2007 ging es für den Torwart innerhalb von Buenos Aires weiter und er wechselte zu CA Lanús. Dort konnte er sich zuerst nur in der zweiten Mannschaft beweisen, bevor er im Jahr 2008 in den Profikader des argentinischen Erstligisten CA Lanús aufstieg. Sein Ligadebüt und gleichzeitig sein erstes Pflichtspiel gab er in der Finalrunde von 2009, als er die vollen 90 Minuten gegen Club Atlético Gimnasia y Esgrima de Jujuy beim 2:0-Sieg absolvieren durfte. Danach wurde er nicht mehr in dem Finalturnier eingesetzt. Sein erstes Pflichtspiel in der Copa Libertadores gab er am 30. April 2009, beim letzten Gruppenspiel gegen den FC Caracas. Das Spiel endete mit einem 1:1 und Lanús schied bereits in der Gruppenphase aus. Eine Saison später, wurde er am 7. Spieltag für die letzten 23 Minuten für Mauricio Caranta eingewechselt und schaffte, die 1:0-Führung über die Zeit zu bringen. Dies führte dazu, dass er die restliche Ligasaison, sowie auch einen Großteil der Finalrunde zu Ende spielen durfte. So konnte er Caranta endgültig auf die Bank verdrängen und als Stammspieler agieren. Im Jahr 2013, konnte der Keeper seinen größten Erfolg feiern. Er gewann mit seinem Team die Copa Sudamericana 2013 im Finale mit einem 3:1 gegen AA Ponte Preta in Addition. Über das ganze Turnier hinweg stand Marchesín über die volle Spielzeit auf dem Feld.
Im Jahr 2014 nahm man dann als Sieger der Copa an der Copa Suruga Bank teil. Dort spielte man gegen den japanischen Pokalsieger Kashiwa Reysol, bei welchem er die vollen 90 Minuten auf dem Platz stand, das Spiel aber mit 1:2 verlor. Außerdem spielte man noch beim Supercup mit, der Recopa Sudamericana. Im ersten Spiel gegen Atlético Mineiro, welches man mit 0:1 verlor, spielte Marchesín 57 Minuten, bevor er für Lautaro Acosta den Platz verließ. Im zweiten Spiel, welches man mit 3:4 nach Verlängerung verloren hat, stand der Argentinier die vollen 120 Minuten auf dem Platz. Nach der regulären Saison 2014/15 verließ er den CA Lanús.

### Santos Laguna
Im Januar 2015 verließ Marchesín Argentinien und wechselte zu Santos Laguna nach Mexiko, um dort Oswaldo Sanchéz zu ersetzen. Dort wurde er sofort als Stammspieler gesetzt und konnte am 1. Spieltag bei der Niederlage gegen CD Veracruz sein Pflichtspieldebüt geben. Während der laufenden Saison spielte man auch in der Copa México, schaffte es dort jedoch nicht über die Gruppenphase 2015 hinaus. Am Ende der Saison schaffte man es in die Liguilla Clausura. Dort konnte Marchesín in jedem Spiel die volle Spielzeit auf dem Feld stehen und am Ende das Finale gegen Querétaro Fútbol Club mit 5:3 in Addition gewinnen und somit auch die Clausura im Jahr 2015 gewinnen. Im Juli 2015 trat er mit seinem Team im mexikanischen Supercup Campeón de Campeones an. Er spielte von Beginn an und gewann das Spiel mit 1:0 gegen Club América. Nachdem die Clausura abgeschlossen war, spielte der Keeper mit seiner Mannschaft in der Apertura. Nach einem Kurzeinsatz am 1. Spieltag gegen den Club León ging es für den Argentinier am 3. Spieltag gegen Club Tijuana richtig los. In diesem Spiel spielte er die volle Spielzeit, verlor das Spiel aber mit einem 0:1. Die restlichen Spiele der Apertura spielte er über die volle Spielzeit. Aufgrund des Siegs in der Clausura, qualifizierte man sich auch für die CONCACAF Champions League, schaffte es dort sogar bis ins Halbfinale, wo man allerdings gegen den späteren Sieger Club América mit 0:1 nach Verlängerung in Addition ausschied.

### Club América
Nach Abschluss der Saison 2017 wechselte der Torwart innerhalb der Liga zu Club América, wo er einen Vertrag bis 2023 erhielt. Er entschied sich dabei gegen einen Wechsel zu den Boca Juniors, da er sich selbst in Mexiko wohlfühlt und dort auch die besseren Aufstiegschancen sieht. Sein erstes Pflichtspiel gab er am 2. Spieltag der Clausura 2017, beim Spiel gegen Deportivo Toluca, welches man mit 1:2 verlor. Noch vor seinem Wechsel zum ligainternen Rivalen, versprach Marchesín niemals zu América zu wechseln. Als man in der Copa México im März 2017 aufeinander traf, wurde der Torwart aufgrund des Bruchs seines Versprechens von den Laguna-Fans mit Geldscheinen beworfen. Bei der Copa México schied man in diesem Jahr bereits im Achtelfinale gegen den Club Tijuana aus. In der Apertura 2017 verpasste Marchesín kein einziges Spiel und schaffte es nach der Hinrunde in die Endrunde der Apertura. Dort schied man jedoch im Halbfinale gegen Tigres UANL mit 0:4 in Addition aus. 2017 verlor Agustín mit seiner Mannschaft ebenfalls die Supercopa MX mit 0:2 gegen den Querétaro Fútbol Club. Im Jahr 2018 schaffte man es in die Finalrunde der Apertura. Im Finale spielte er in beiden Spielen über 90 Minuten und konnte es in Addition mit 3:0 gegen CD Cruz Azul gewinnen. Außerdem spielte er 2018 auch in der CONCACAF Champions League, verlor dort mit seinem Team aber im Halbfinale gegen den FC Toronto. Im Jahr 2019 konnte er die Copa México gewinnen. Das Spiel gegen den FC Juárez endete mit einem 1:0. Bei der Endrunde der Clausura schied man im Halbfinale bei einem Gesamtstand von 1.1 gegen Club Léon aus. Marchesín stand in beiden Spielen die vollen 90 Minuten auf dem Platz. Der Stammkeeper konnte außerdem noch den mexikanischen Supercup Campeón de Campeones mit 6:5 nach Elfmeterschießen gegen Tigres UNAL gewinnen. Kurz vor seinem Wechsel nach Portugal, stand der Keeper noch beim Viertelfinale des Leagues Cup gegen Houston Dynamo auf dem Platz. Das Spiel konnte man mit 7:6 nach Elfmeterschießen für sich gewinnen, schied jedoch im Halbfinale gegen Tigres aus.

### FC Porto
Im Sommer 2019 wechselte Marchesín zum FC Porto um als Casillas-Ersatz zu fungieren, da dieser nach einem Herzinfarkt vorerst nicht spielen konnte. Zu Beginn des Wechsels gab es noch einen Rechtsstreit mit Lanús, da diese auf Geld, aufgrund eines Weiterverkaufsbonus, bestanden haben. Sein Pflichtspieldebüt gab er in der 3. Runde der Qualifikation der UEFA Champions League, in welchem man einen 1:0-Erfolg gegen den FK Krasnodar feiern konnte. Man schaffte es trotzdem nicht in die Champions League, da man das Rückspiel 2:3 verlor. In der Liga feierte er direkt am ersten Spieltag sein Ligadebüt, als man 1:2 gegen Gil Vicente verlor. Am Ende der Saison 2019/20 konnte er als Stammtorhüter gemeinsam mit seinem Verein die Liga gewinnen. Die Taça da Liga 2020 verlor man mit 0:1 gegen den SC Braga. In diesem Wettbewerb blieb er jedoch ohne einen einzigen Einsatz. Ohne Einsatz blieb er außerdem in der Taça de Portugal, auch wenn sein Team diese im Finale gegen Benfica Lissabon gewann. In der UEFA Europa League gab er sein Pflichtspieldebüt gegen die Young Boys Bern und man konnte das Spiel mit 2:1 gewinnen. Er konnte alle Spiele über die volle Spielzeit absolvieren. Man flog im Sechzehntelfinale gegen Bayer 04 Leverkusen raus. In der Saison 2020/21 konnte er die ersten beiden Spiele spielen. Den dritten Spieltag verpasste er aufgrund einer Rippenprellung. Nach erfolgreicher Genesung, kehrte der Argentinier am 4. Spieltag in die Startaufstellung zurück und gab wenige Tage später bei der 1:3-Niederlage gegen Manchester City sein Debüt in der UEFA Champions League.

## Nationalmannschaft
Erstmals wurde Marchesín im Jahr 2010 für die argentinische Fußballnationalmannschaft für das Spiel gegen Spanien nominiert. Bei diesem Spiel saß er jedoch lediglich auf der Bank. Sein erstes Spiel für die Nationalmannschaft gab er am 16. März 2011 gegen die Nationalmannschaft von Venezuela. Dort stand er eine Halbzeit auf dem Platz und das Spiel endete mit 4:1 für Argentinien. Außerdem war er für die Copa América 2015 und die Copa América 2019 nominiert, absolvierte dort aber kein einziges Spiel. 2015 erreichte er den zweiten Platz nach einer 4:1-Niederlage im Elfmeterschießen gegen Chile und 2019 verlor er im Spiel um Platz 3 gegen Chile. Seit September 2020 ist Marchesín in der Nationalmannschaft häufig nominiert, verpasste jedoch die Länderspiele im Oktober 2020 aufgrund einer Rippenprellung.
Bei der Copa América 2021 gehörte er zum Kader, welcher das Turnier gewinnen konnte. Zu Einsätzen kam er dabei nicht.

## Erfolge

### Nationalmannschaft
- Copa-América-Sieger: 2021

### Vereine
- Copa Sudamericana: 2013
- Liguilla Clausura: 2015
- Campeón de Campeones: 2015, 2019
- Liguilla Apertura: 2018
- Copa México: 2019
- Primeira-Liga-Sieger: 2020
- Taça da Liga: 2020